# جورج مارشال (صحفي)
جورج مارشال (بالإنجليزية: George Marshall)‏ هو صحفي أمريكي، ولد في 11 فبراير 1904، وتوفي في 15 مايو 2000.